# 绞花林蛇
绞花林蛇（学名：Boiga kraepelini），又名絞花林蛇，是蛇亞目游蛇科林蛇属下的一種有毒蛇類，俗名烂葛藤、绞花蛇。主要分布于台湾以及中国大陆的浙江、安徽、福建、江西、湖南、广东、海南、香港、广西、四川、贵州，以及越南等地，一般栖息于山区或丘陵以及常栖于溪沟旁灌木上或见于茶山矮树上。其生存的海拔范围为300至1100米。该物种的模式产地在台湾基隆。

## 特徵
大頭蛇為有毒的中型蛇類，最長約100公分以上。頭大而得名，頸部與尾部細長，體背為黃褐色，中間混雜著黑色斑塊。有輕微的毒性，但咬到不會致人於死。

## 習性
樹棲蛇類，夜行性。多生活在丘陵、開墾地的樹林，攀爬力強，以蜥蜴、鳥類為食，偶爾也吃鳥蛋、雛鳥。

## 保护
本种于2023年被收录入《有重要生态、科学、社会价值的陆生野生动物名录》。